# Brasile ai XX Giochi olimpici invernali
Il Brasile ha partecipato ai XX Giochi olimpici invernali di Torino,che si sono svolti dal 10 al 26 febbraio 2006, con una delegazione di 10 atleti.

## Bob
| Gara                   | Equipaggio                                                       | Manche 1 | Manche 2 | Manche 3 | Manche 4        | Totale          | Posizione |
| ---------------------- | ---------------------------------------------------------------- | -------- | -------- | -------- | --------------- | --------------- | --------- |
| Bob a quattro maschile | Ricardo Raschini Márcio Silva Claudinei Quirino Edson Bindilatti | 1'00"31  | 58"51    | 1'00"12  | Non qualificati | Non qualificati | 25°       |

## Sci alpino
| Gara      | Atleta          | 1° manche    | 2° manche | Tempo totale | Posizione |
| --------- | --------------- | ------------ | --------- | ------------ | --------- |
| Gigante   | Nikolai Hentsch | 1'56"58      | 1'56"58   | 1'56"58      | 43°       |
| Gigante   | Nikolai Hentsch | non finito   |           |              |           |
| Discesa   | Nikolai Hentsch | 1'27"78      | 1'27"78   | 2'55"56      | 30°       |
| Combinata | Nikolai Hentsch | squalificato |           |              |           |

| Gara   | Atleta          | 1° manche | 2° manche | Tempo totale | Posizione |
| ------ | --------------- | --------- | --------- | ------------ | --------- |
| Slalom | Mirella Arnhold | 2'49"17   | 2'49"17   | 2'49"17      | 43°       |

## Sci di fondo
| Gara                   | Atleta        | Tempo d'arrivo | Posizione |
| ---------------------- | ------------- | -------------- | --------- |
| 15 km tecnica classica | Hélio Freitas | 54'06"8        | 93°       |

| Gara                   | Atleta           | Tempo d'arrivo | Posizione |
| ---------------------- | ---------------- | -------------- | --------- |
| 10 km tecnica classica | Jaqueline Mourão | 35'59"7        | 67°       |

## Snowboard
| Gare femminili  |              |                          |                          |                          |                  |                  |
| Gara            | Atleta       | Qualificazioni 1° Manche | Qualificazioni 2° Manche | Qualificazioni Posizione | Quarti di Finale | Posizione Finale |
| Snowboard cross | Isabel Clark | 1:30.12                  | 1:31.49                  | 9°                       | 3°               | 9°               |